# Dużo Dobrych Dźwięków
Dużo Dobrych Dźwięków – jedyny album bluesowo-jazzowej grupy DDD.

## Lista utworów
1. Blues Lazy Lover – 5:11
2. Rajstopy – 5:24
3. Off The Bay – 3:25
4. Call Me Lola – 5:32
5. Girls Attend The Bars – 4:00
6. Myś – 5:11
7. Kiki Bing – 3:35
8. Let There Be Music – 6:10

## Wykonawcy
- Roman Wojciechowski – śpiew
- Piotr Luczyk – gitara
- Krzysztof Głuch – instrumenty klawiszowe
- Aleksander Korecki – saksofon
- Bronisław Duży – puzon
- Henryk Gembalski – skrzypce
- Jerzy Kawalec – gitara basowa
- Tomasz Cholewa – perkusja

## Personel
- Dariusz Kabaciński – realizacja nagrań
- Roman Kalarus – projekt okładki
- Nagranie i mastering: Polskie Radio Szczecin